# Peter S. Beagle
Peter Soyer Beagle (n. 20 de abril de 1939 en Nueva York) es un novelista, autor de historias cortas, ensayista y guionista de género fantástico estadounidense. Sus trabajos más notables son las novelas El último unicornio, Un lugar agradable y tranquilo y Tamsin, la premiada historia corta «Two Hearts», y el guion de «Sarek», un episodio de la serie de televisión Star Trek: The Next Generation. 

## Biografía
Beagle nació en Manhattan el 20 de abril de 1939, hijo de Simon y Rebecca Soyer Beagle, y creció en el Bronx. Ya en el instituto obtuvo el reconocimiento de The Scholastic Art & Writing Awards, ya que por un poema ganó unos de sus premios y una beca para estudiar en la Universidad de Pittsburg, donde obtuvo un grado en escritura creativa. Reside en Davis (California).

## Carrera literaria
Beagle escribió su primera novela, Un lugar agradable y tranquilo (A Fine and Private Place), cuando sólo tenía 19 años. Hoy, además de por esa primera, es conocido como autor de las novelas El último unicornio y Tamsin, y otros trabajos de no ficción como I See By My Outfit. 
Beagle escribió el guion del episodio 71 de la serie de televisión Star Trek: The Next Generation, titulado «Sarek». Beagle también ha escrito el guion del filme animado de 1978 El Señor de los Anillos, de Ralph Bakshi; y un prólogo para una edición estadounidense de principios de los años 1970 de la novela en la que se basa esa película animada. El trabajo de Beagle como guionista interrumpió su temprana carrera de novelista, articulista en revistas de ensayo y escritor de historias cortas. Pero a mediados de los años 1990 volvió a la prosa de ficción en todos los formatos, y desde entonces ha producido nuevos trabajos a buen ritmo.
Además de su propio cupo de trabajo, Beagle es heredero y albacea literario del autor de ciencia ficción Edgar Pangborn, la hermana de Edgar y su colaboradora ocasional Mary, y su madre Georgia Wood Pangborn. Desde 2003 trabaja para volver a publicar lo mejor de esos tres autores de ficción.

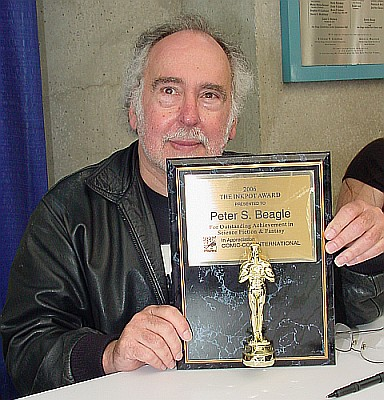
Peter S. Beagle con el Inkpot Award en la Convención Internacional de Cómics de San Diego de 2006.

En 2005 Beagle publicó un epílogo para El último unicornio, un relato titulado «Two Hearts», y empezó a trabajar en una secuela de una novela completa. En 2006, «Two Hearts» ganó el prestigioso premio Hugo al mejor relato y en 2007 ganó el premio Nébula de la categoría equivalente. La historia, además, fue nominada como finalista de ficción breve al World Fantasy Award. En 2006, Beagle ganó el Inkpot Award por logros excepcionales en ciencia ficción y fantasía. En 2007, Beagle ganó el primer WSFA Small Press Award por «El regalo» (sic.), un relato publicado por Tachyon Publications en The Line Between. La recopilación de Beagle de ficción breve publicada en 2009, We Never Talk About My Brother, fue también nominada al World Fantasy Award.
IDW Publishing ha publicado, desde abril de 2010, una adaptación en seis números de comic book de El último unicornio. Está previsto que la siga la adaptación de A Fine and Private Place.

### Disputa con Granada Media
El libro de Peter S. Beagle El último unicornio fue adaptado en una película animada en 1982, con guion escrito por el propio Beagle. En 1979 Beagle firmó un contrato con ITC Entertainment que le adjudicaba el 5% de los beneficios netos de la cinta animada, y también el 5% los ingresos brutos por cualquier mercancía derivada de la película. Desde 1999 esta película está controlada por una empresa británica, Granada (una subsidiaria de ITV). Beagle está envuelto en una disputa financiera con Granada por impago de su participación contractual en beneficios y ventas. La cantidad adeudada podría ascender a varios millones de dólares.[cita requerida]

## Publicaciones

### Libros
- 1960: A Fine and Private Place (novela);
- 1965: I See By My Outfit: Cross-Country by Scooter, an Adventure (no ficción);
- 1968: The Last Unicorn (novela);
- 1969: The California Feeling (libro de fotografías con el fotógrafo Michael Bry);
- 1974: «Lila the Werewolf» (edición en chapbook de una novela corta ya publicada);
- 1975: American Denim (libro artístico no de ficción);
- 1976: The Lady and Her Tiger (con Pat Derby, no ficción);
- 1978: The Fantasy Worlds of Peter S. Beagle (colección ómnibus que incluye A Fine and Private Place, The Last Unicorn, «Come Lady Death», y «Lila the Werewolf»);
- 1982: The Garden of Earthly Delights (libro artístico no de ficción);
- 1986: The Folk of the Air (novela, actualmente siendo reescrita y expandida para nueva publicación);
- 1993: The Innkeeper's Song (novela);
- 1995: In the Presence of the Elephants (libro de fotografías);
- 1996: The Unicorn Sonata (novela para adolescentes, actualmente siendo reescrita y expandida a una serie de cuatro volúmenes);
- 1997:
  - Giant Bones (colección de historias cortas originales ubicadas en el mundo de The Innkeeper's Song);
  - The Rhinoceros Who Quoted Nietzsche and Other Odd Acquaintances (colección de ensayos de ficción y no ficción);
- 1999:
  - The Magician of Karakosk and Other Stories (reedición para Europa de Giant Bones);
  - Tamsin (novela);
- 2000: «A Dance for Emilia» (novela corta en edición de lujo en tapa dura para regalo);
- 2006:
  - The Line Between (colección de historias);
  - Your Friendly Neighborhood Magician: Songs and Early Poems (edición limitada en chapbook de una colección de letras de canciones y poesía);
- 2007: The Last Unicorn: The Lost Version (borrador de la novela en tamaño de novela corta, publicado por Subterranean Press);
- 2008: Strange Roads (chapbook de tres historias en colaboración con Lisa Snellings-Clark para Dreamhaven Books);
- 2009: We Never Talk About My Brother (colección de ficción breve de Tachyon Publications);
- 2010: Mirror Kingdoms: The Best of Peter S. Beagle (recopilación de Subterranean Press, editada por Jonathan Strahan).

#### Como editor
- 1995: Peter S. Beagle's Immortal Unicorn(coeditor, antología de historias originales, dividida en dos volúmenes al ser reimpresa en rústica: Peter S. Beagle's Immortal Unicorn en 1998 y Peter S. Beagle's Immortal Unicorn 2 en 1999);
- 2010: The Secret History of Fantasy, (antología publicada por Tachyon Publications).

### Audiolibros
Todos los audiolibros leídos por el propio Beagle:
- 1990: The Last Unicorn, resumido y sólo publicado en cinta de casete;
- 2002: 
  - A Fine and Private Place, versión íntegra, en CD y casete;
  - Giant Bones, versión íntegra, en CD y casete;
  - Tamsin, versión íntegra, en CD y casete;
- 2005: The Last Unicorn, versión íntegra, en CD y casete, con música de Jeff Slingluff.

### Películas y episodios de televisión producidos
- 1974: The Dove;
- 1977: The Greatest Thing That Almost Happened;
- 1978: The Lord of the Rings;
- 1982: The Last Unicorn;
- 1990: «Sarek» (episodio 71 de la serie de televisión Star Trek: The Next Generation);
- 1992: «A Whale of a Tale» (episodio piloto para la serie de televisión de The Little Mermaid);
- 1996:
  - Camelot;
  - A Tale of Egypt.